# Mandukya-upaniṣad

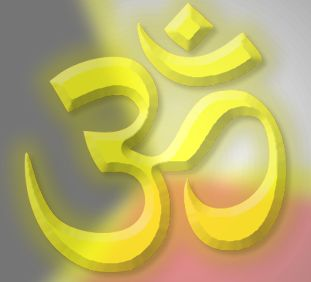
El Mandukya-upanishad explica el mantra om.

El Mandukya-upaniṣad (siglo I o II d. C.) es el más corto de los Upanishad ―los más de 200 textos sagrados de la doctrina hinduista Vedanta―. Está compuesto en prosa, consta de doce versos que exponen la sílaba mística aum, los tres estados psicológicos de estar en vigilia, soñar y dormir profundamente, y el cuarto estado trascendente de la iluminación.

## Nombre y etimología sánscrita
- māṇḍūkyopaniṣad, en el sistema AITS (alfabeto internacional para la transliteración del sánscrito).
- माण्डूक्योपनिषद्, en escritura devanagari del sánscrito.
- Pronunciación:
  - /mandúkiopanishád/ en sánscrito.[1]
  - /mandúkia upánishad/ en inglés.
- Etimología: ‘el Upanishad de [el sabio] Rana’, siendo maṇḍūka o maṇḍa: ‘rana’, el sabio Manduka; y upanishád: ‘eso que se aprende sentado debajo (a los pies de un gurú)’.[1]

Este Upanishad ha sido muy alabado. El Muktika-upanishad (el más moderno de los Upanishad, que analiza a los demás) dice que la lectura del Mandukya-upanisad es suficiente para que un varón alcance la salvación. Según S. Radhakrishnan contiene el enfoque fundamental de la realidad.
Fue escrita en el siglo I o II d. C. bajo la influencia del budismo majaiana, y contiene modos de expresión y términos budistas.

## Origen del nombre
El nombre Mandukya puede haber ocurrido por varias razones:
- En el Rig-veda (II milenio a. C.) se atribuyen varios himnos a los Mandukeias (que significa ‘descendientes [o discípulos] de Manduka), un grupo de sabios que escriben principalmente sobre lingüística.[4] Manduka significa ‘hijo de Manduki’. Un texto sobre la etimología de los Vedas, con el nombre Manduki-shiksha (‘las enseñanzas de Manduki’) se refiere a las notas de la escala musical hinduista. En el Brijad-araniaka-upanishad (siglo II a. C.) se menciona a un sabio con este matronímico Manduka, junto con los mandukeias, sus discípulos. En el Bhágavata-purana (siglo XI) se explica cómo los mandukeias recibieron del dios Indra una rama del Rig-veda.

- Manduka (‘rana’) es también una de las ásanas (posturas) descritas en el yoga. Según el sanscritólogo británico Monier Monier-Williams (1819-1899), manduka es un tipo particular de meditación abstracta en la que un asceta permanece inmóvil como una rana.

## El om en el «Mandukia-upanisad»
Por la convención sandhi del idioma sánscrito, el sonido o se puede dividir en dos matras (‘letras’): a y u.
Según el Mandukia-upanisad, la a representa el estado de vigilia, donde el alma experimenta el exterior del cuerpo mediante los cinco sentidos. La u representa el estado de dormir soñando, en el que el alma experimenta sensaciones internas. La m representa el estado de sueño profundo, en el que el alma no experimenta deseo y se recoge sobre sí misma.
Pero hay un cuarto estado, trascendente, de aquel que no está consciente externamente ni internamente, ni por dentro ni por fuera, ni la conciencia se pliega sobre sí misma, que no se puede ver y es incomprensible, no tiene rasgos distintivos, es impensable e innombrable. Ese cuarto estado (turíia avasthá) se corresponde con el silencio después del mantra om. Es el sustrato de los otros tres estados y se conoce como ati-anta suniatá (‘vacío absoluto’).
Del hecho de que para explicar este cuarto estado se utilizan muchos términos budistas, es evidente que esta doctrina se creó bajo la influencia del concepto majaiana del vacío.

## Comentarios de Gaudapada y Sankará
El primer comentario existente sobre este Upanishad fue escrito por Gaudapada, antes de la época de Sankará Acharia (siglo IX d. C.). Este comentario, llamado Mandukia-kárika, es la primera exposición sistemática conocida de la doctrina adueita vedanta.
Cuando Sankará escribió su comentario sobre el Mandukia-upanisad, fusionó el kárika de Gaudapada con la Upanishad y escribió un comentario sobre ambos.
Los estudiosos del tema tienen en alta estima ambos comentarios.
Gaudapada se ocupa de la percepción, el idealismo, la causalidad, la verdad y la realidad. Dice que en el cuarto estado de conciencia ―turíia― la mente no es simplemente retirada de los objetos, sino que se vuelve una con el Brahman. Tanto en el sueño profundo como en la conciencia trascendental turíia no hay conciencia de los objetos; la diferencia es que en el sueño profundo la conciencia «objetiva» se encuentra presente en la forma de una semilla no manifestada, mientras que en turíia se trasciende esa conciencia «objetiva». En concreto, si el meditador identifica el estado turíia sin palabras, se dará cuenta de su verdadera identidad y no tendrá retorno a la esfera de la vida empírica.